# Khirbet Qeiyafa

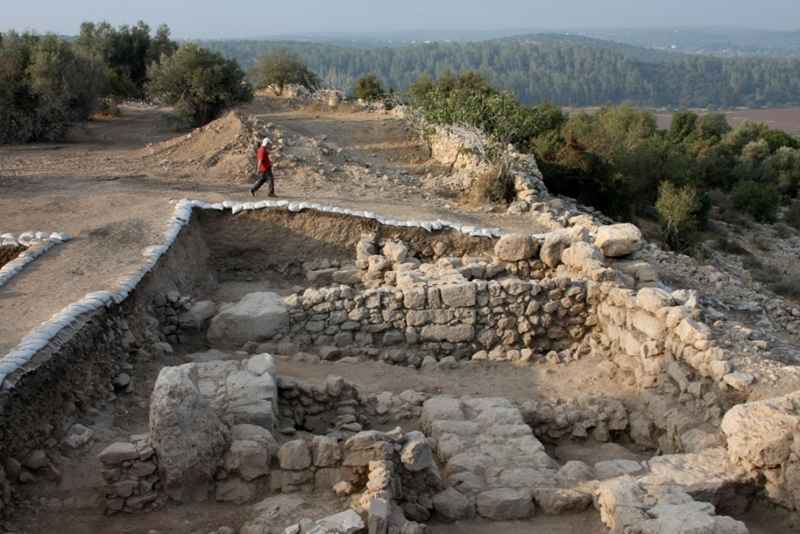
Porte occidentale

Khirbet Qeiyafa est un tel identifié en 2008 avec la ville biblique de Sha'arayim (שעריים) ou forteresse d'Elah par les archéologues Saar Ganor et Yosef Garfinkel. C'est une ville du début de l'âge de fer II, à l'époque supposée du roi David. Un ostracon en hébreu ancien y a été découvert.
Le site de Khirbet Qeiyafa se trouve dans le territoire de la Tribu de Juda, à l'ouest de la Shephelah, sur une colline qui surplombe la vallée d'Elah, entre Azéqa (2 km plus à l'ouest) et Sokho (2 km au sud-est). Elle se trouve près de la frontière avec les Philistins, près de Gath (12 km plus bas à l'ouest), sur la route principale qui mène de la plaine côtière philistine à Jérusalem et Hébron dans les montagnes israélites.

## Le site archéologique
Le site est visité au XIXe siècle par plusieurs archéologues, puis oublié jusqu'à être visité à la fin du XXe siècle par une large prospection de la vallée. En 2008, des excavations sont entreprises par Saar Ganor et Yosef Garfinkel sur une durée totale de 7 semaines.
Il s'agit d'un site du tout début de l'âge de fer IIA, recouvert par une toute petite ville de la période hellénistique. Il est daté relativement par l'absence de bols philistins "bell-shaped" (Tel Qasile X, Tel Miqneh IV), spécifique de l'âge de Fer I, et par des datations au carbone 14 de 4 noyaux d'olives entre -1050 et -970.
C'est un site de 2,3 hectares, fortifié par une double muraille (mur à casemate - casemate wall) de 2 à 3 mètres de haut, et de deux portails dont un à 4 chambres et l'autre massif (entouré de deux pierres de 10 tonnes) qui est l'entrée principale, tournée vers Jérusalem à l'est. Plusieurs archéologues ont proposé l'identification du site avec la Sha'aryim biblique avant la découverte du second portail (en hébreu, sha'arayim signifie deux portes). Pour Ganor et Garfinkel la découverte du second portail en novembre permet d'identifier le site avec certitude, car c'est le seul site de tout Israël à avoir deux portails. Cependant Nadav Na'aman propose lui la ville de Gob,, et réfute, après que le deuxième portail ait été découvert, la signification littérale de double porte, à laquelle il préfère le sens de porte dans le sens de frontière.
On y a retrouvé l'ostracon de Khirbet Qeiyafa, qui pourrait être la plus ancienne trace d'ancien hébreu trouvée à ce jour. 
Cette découverte permet à Ganor et Garfinkel d'attribuer ce site à la tribu de Judah, ce que confirme la porte principale dirigée vers Jérusalem, la différence avec les poteries retrouvée dans la voisine philistine Gath, notamment l'absence de poterie philistine décorée tardive et l'absence d'os de porc dans les restes découverts.
Une autre découverte majeure est celle de sanctuaires portables (vus aussi comme des maquettes de sanctuaires) l'un en argile, l'autre en calcaire dont les façades comportent des triglyphes qui d'une part sont bien antérieurs à leur utilisation en Grèce et d'autre part pourraient correspondre à d'obscurs termes techniques utilisés dans la Bible pour la description du Temple de Salomon. Ils montrent une maîtrise des éléments d'architecture royale antérieure de 150 ans aux estimations précédentes.

## Dans les textes bibliques
La première occurrence de Sha'arayim se trouve dans la description de l'héritage de la Tribu de Juda en Josué 15, juste après les villes Sokho et Azéka.

« Dans la plaine, Eshtaol, Tsoréa, Ashna, Zanoach, En-Gannim, Tappouah, Énam, Yarmuth, Adoullam, Sokho, Azéka, Shaaraïm, Adithaïm, Guédéra, et Guédérothaïm, quatorze villes et leurs villages; »

Dans le Premier livre de Samuel (17:52), les Philistins s'enfuient par la route de Sha'arayim après que David a tué Goliath.

« Alors les hommes d'Israël et de Juda se levèrent, jetèrent des cris de joie, et poursuivirent les Philistins jusqu'à l'entrée de la vallée, et jusqu'aux portes d'Ékron ; et les Philistins blessés à mort tombèrent par le chemin de Shaaraïm, jusqu'à Gath, et jusqu'à Ékron. »

La ville est ensuite mentionnée en 1 Chronique 4, cette fois parmi l'héritage de Siméon. 

« Fils de Siméon: Némuel, Jamin, Jarib, Zérach, Saül; Shallum, son fils; Mibsam, son fils, et Mishma, son fils.Fils de Mishma: Hamuel, son fils; Zaccur, son fils; Shimeï, son fils. Shimeï eut seize fils et six filles; ses frères n'eurent pas beaucoup d'enfants, et toutes leurs familles ne se multiplièrent pas autant que les fils de Juda. Ils habitèrent à Béer-Shéba, à Molada, à Hatsar-Shual, A Bilha, à Etsem, à Tholad, A Béthuel, à Horma, à Tsiklag, A Beth-Marcaboth, à Hatsar-Susim, à Beth-Biréï et à Shaaraïm. Ce furent là leurs villes jusqu'au règne de David. »

Cette occurrence pose problème car elle situerait la ville dans le Néguev. Toutefois à la même place dans trois listes similaires (Josué 15, Josué 19, et 1Chronique4) on trouve respectivement Shilhim, Sharuhen et Sha'arayim. Il pourrait s'agir d'une erreur de copie par un scribe.
Le contexte biblique situe Sha'arayim sur la frontière entre les Philistins et les Israélites. Gath, la ville de Goliath se trouve à 12 km en descendant les collines. C'est une région de conflit permanent entre les Israélites et les Philistins, comme l'illustrent les nombreuses histoires de guerriers dont celles de Goliath. L'histoire de Samson se déroule autour de Bet Shemesh, à proximité dans la Shéphélah.

## Datation du Fer IIA
Cette découverte archéologique apporte des éléments nouveaux à la controverse sur le début du Fer II. Finkelstein propose une chronologie basse (début du fer II autour de 920), suivi par Sharon et al (900). Cette découverte est un point en faveur des chronologies hautes. Garfinkel pense que les analyses faites en faveur d'une chronologie basse reposent uniquement sur des éléments plus tardifs du fer II, des strates comme Megiddo Vb n'ayant jamais été soumises à des datations radiométriques. Khirbet Qeiyafa daterait selon lui des années 1020-980. 
Sha'arayim est associée deux fois à David avant qu'il ne devienne roi, donc à l'époque charnière entre les royaumes de Saül et David. Les défenses massives (200 000 tonnes de pierre selon Garfinkel et Ganor) de la ville sont en faveur d'une organisation politique centralisée dans le pays, comme le proposent A. Mazar et L. Stager, plutôt que des organisations autonomes locales comme le proposent Finkelstein  et Herzog. Elles indiquent également que ce type de fortification est possible au début du Fer II, ce qui a des implications pour les datations de Arad XI, Beer-Sheva VI et Lachish IV.

## Polémique
Les découvertes de Khirbet Qeiyafa donnent lieu à une vive polémique entre les tenants de l'« archéologie biblique » et ceux qui nient l'existence d'un royaume de David et de Salomon. 
Selon le professeur Garfinkel, « C'est la première fois que les archéologues ont découvert une ville fortifiée en Juda datant de l'époque du roi David. Même à Jérusalem, nous n'avons pas une évidence claire d’une ville fortifiée de cette époque. Ainsi, les écrits qui nient complètement la tradition biblique en ce qui concerne le roi David et prétendent qu'il était un personnage mythologique, ou tout simplement un chef de file d'une petite tribu, sont maintenant réfutés ».
Ces conclusions sont remises en cause par Israël Finkelstein qui, lui, penche plutôt pour un site nord-israélite ayant été détruit durant la seconde partie du xe siècle av. J.-C. et ne voit aucune preuve de son appartenance à un royaume naissant de Juda, ce que Garfinkel réfute dans un article de 2017 où il démontre que Khirbet Qeiyafa était une ville judéenne — et non cananéenne ni philistine — remontant à la fin du XIe siècle av. J.-C. où se developpait une nouvelle organisation sociale.
La même année 2017, Nadav Na'aman réfute ces conclusions et parle de spéculations infondées quant aux liens de Khirbet Qeiyafa avec les hautes terres de Judée.